# フランソワ (ギーズ公)
フランソワ・ド・ロレーヌ（François de Lorraine）またはフランソワ（1世）・ド・ギーズ（François (Ier) de Guise, 1519年2月17日 - 1563年2月24日）は、フランスの貴族・軍人でギーズ公、ジョアンヴィル公、オマール公。渾名はバラフレ（balafré：傷跡のあるという意味）であった。ユグノー戦争で活躍したが、プロテスタントに暗殺された。スコットランド王ジェームズ5世妃マリーは姉、ロレーヌ枢機卿シャルル、オマール公クロード2世、エルブフ侯ルネ2世は弟。

## 生涯
ギーズ公クロードとヴァンドーム伯フランソワの娘アントワネットの長男としてバル＝ル＝デュックで生まれた。
1545年のブローニュ包囲に参戦して負傷し、渾名の元となった。1552年には神聖ローマ皇帝カール5世によるメス包囲で防衛に成功するが、1554年のレンティの戦いで帝国軍に打ち負かされた。順調な出世を遂げるうち、1557年にはローマ教皇パウルス4世の援助のため軍を率いてイタリアへ遠征した。しかし、すぐにフランスに呼び戻され、1558年1月には、200年以上にわたってイングランドに支配されてきたカレーの奪還にも成功した（カレー包囲戦）。
1559年7月、フランソワ2世が即位してから約1年が絶頂期であった。王妃は姪のスコットランド女王メアリー・ステュアート（姉マリーとスコットランド王ジェームズ5世の一人娘）であるため、ギーズ家はヴァロワ家と密接につながったのである。外戚として弟のロレーヌ枢機卿と共に御しやすいフランソワ2世を動かして実権を握ったが、1560年12月にフランソワ2世は病死、数ヶ月もしないうちに彼の影響力は失せ、弟のシャルル9世が即位すると私領に引退した。
1562年、ユグノー戦争がおこると、摂政カトリーヌ・ド・メディシスは当初ユグノーに好意的であったため、カトリック派の劣勢を挽回するためフランソワは旧敵アンヌ・ド・モンモランシーやジャック・ド・サンタンドレらと手を組み、カトリック派の首領として転戦する。スペインとオーストリアにすり寄る彼らの行動に危機感を抱いたユグノーらにより、1563年2月18日にフランソワは襲撃されて重傷を負い、6日後にコルニー城で死亡した（黒幕はプロテスタントの首領コリニー提督とされている）。

## 子女
1548年4月29日、サン＝ジェルマン＝アン＝レーでアンナ・デステ（エステ家のフェラーラ公エルコレ2世・デステとルネ・ド・フランスの娘）と結婚。7子をもうけた。
- アンリ（1550年 - 1588年） - ギーズ公[1]
- カトリーヌ（1552年 - 1596年） - ブルボン家の支族モンパンシエ公ルイ3世妃[1]
- シャルル（1554年 - 1611年） - マイエンヌ公[1]
- ルイ（1555年 - 1588年） - ランス大司教、ロレーヌ枢機卿[1]
- アントワーヌ（1557年 - 1560年）
- フランソワ（1559年 - 1573年）
- マクシミリアン（1562年 - 1567年）